# ギューゲース
ギューゲース（古希: Γύγης, Gȳgēs）あるいはギュエース（古希: Γύης, Gyēs）は、ギリシア神話の巨人である。天空神ウーラノスと大地母神ガイアの息子で、百の腕と50の頭を持つ異形の巨人ヘカトンケイルの1人。ブリアレオース、コットスと兄弟。ギューゲースとは「多くの手足を持つ者」の意。長母音を省略してギュゲス、ギュエスとも表記される。
ヘカトンケイルはキュクロープスとともにウーラノスによってガイアの腹の中に閉じ込められたが、ティーターノマキアーの際にゼウスによって解放されると、ゼウスの参戦要請に快く応じ、ティーターン族と戦った。戦争が終わると彼らはタルタロスに赴き、敗れたティーターン族の見張りを務めた。またギューゲースとコットスはオーケアノスの上に館を建てて住んだともいわれる。